# Sverige i olympiska vinterspelen 2014
Sverige deltog i de Olympiska vinterspelen 2014 i Sotji i Ryssland med en trupp på 106 aktiva. Fanbärare för den svenska truppen på invigningen i Sotjis Olympiastadion var längdåkaren Anders Södergren.
I och med att Sverige tog 15 medaljer blev vinter-OS 2014 Sveriges mest framgångsrika vinterspel om man räknar antal medaljer, antalet guldmedaljer var dock lägre än under de två föregående vinterspelen.
Sverige tog 11 medaljer i längdskidåkning vilket är nytt rekord för Sverige. För första gången sedan vinter-OS 1984 tog Sverige dock inte en enda medalj i alpin skidåkning. 

## Medaljer

### Guld
- Längdskidåkning
  - Damernas stafett: Ida Ingemarsdotter, Emma Wikén, Anna Haag, Charlotte Kalla
  - Herrarnas stafett: Lars Nelson, Daniel Richardsson, Johan Olsson, Marcus Hellner

### Silver
- Ishockey
  - Ishockey: Sveriges herrlandslag i ishockey
- Längdskidåkning
  - Skiathlon 15 km: Charlotte Kalla
  - Skiathlon 30 km: Marcus Hellner
  - Sprint: Teodor Peterson
  - 10 kilometer: Charlotte Kalla
  - 15 kilometer: Johan Olsson
- Curling
  - Curling: Lag Sigfridsson (Margaretha Sigfridsson, Christina Bertrup, Maria Wennerström, Maria Prytz (reserv Agnes Knochenhauer))

### Brons
- Längdskidåkning
  - Sprint: Emil Jönsson
  - 15 kilometer:Daniel Richardsson
  - Sprintstafett: Ida Ingemarsdotter, Stina Nilsson
  - Sprintstafett: Emil Jönsson, Teodor Peterson
- Freestyle
  - Skicross: Anna Holmlund
- Curling
  - Curling: Lag Edin (Niklas Edin, Sebastian Kraupp, Fredrik Lindberg, Viktor Kjäll (reserv Oskar Eriksson))

## OS-uttagna
SOK hade som krav för att ta ut en idrottare att de skulle ha visat att de kan konkurrera om en plats bland de åtta bästa i OS. För idrottare som är lovande och lär delta vid framtida spel krävdes inte lika stora prestationer. För att ett lag skulle kunna tas ut krävdes att laget kan konkurrera om en plats bland de sex bästa.

### Alpin skidåkning
| Idrottare               | Gren                      | Åk 1    | Åk 1  | Åk 2    | Åk 2  | Totalt  | Totalt |
| Idrottare               | Gren                      | Tid     | Rank. | Tid     | Rank. | Tid     | Rank.  |
| ----------------------- | ------------------------- | ------- | ----- | ------- | ----- | ------- | ------ |
| André Myhrer            | Herrarnas slalom          | 47,15   | 2     | i.u.    | i.u.  | DNF     | DNF    |
| Anna Swenn-Larsson      | Damernas slalom           | 54,58   | 12    | 53,33   | 19    | 1:47:91 | 11     |
| Axel Bäck               | Herrarnas slalom          | 49,02   | 24    | i.u.    | i.u.  | DSQ     | DSQ    |
| Emelie Wikström         | Damernas slalom           | 54,55   | 11    | 51,56   | 3     | 1:46,11 | 6      |
| Frida Hansdotter        | Damernas storslalom       | 1:20,51 | 15    | 1:19,34 | i.u.  | 2:39,85 | 13     |
| Frida Hansdotter        | Damernas slalom           | 54,05   | 8     | 51,85   | 4     | 1:45,90 | 5      |
| Jessica Lindell Vikarby | Damernas super-G          | i.u.    | i.u.  | i.u.    | i.u.  | DNF     | DNF    |
| Jessica Lindell Vikarby | Damernas storslalom       | 1:18,40 | 2     | 1:19,26 | i.u.  | 2:38,02 | 7      |
| Kajsa Kling             | Damernas störtlopp        | i.u.    | i.u.  | i.u.    | i.u.  | 1.43,69 | 23     |
| Kajsa Kling             | Damernas super-G          | i.u.    | i.u.  | i.u.    | i.u.  | DNF     | DNF    |
| Kajsa Kling             | Damernas storslalom       | 1:20,47 | 14    | 1:19,83 | i.u.  | 2:40,30 | 18     |
| Maria Pietilä Holmner   | Damernas storslalom       | 1:19,45 | 7     | 1:18,37 | i.u.  | 2:37,82 | 6      |
| Maria Pietilä Holmner   | Damernas slalom           | i.u.    | i.u.  | i.u.    | i.u.  | DNF     | DNF    |
| Markus Larsson          | Herrarnas slalom          | 48,04   | 10    | 55,56   | 13    | 1:43,60 | 7      |
| Mattias Hargin          | Herrarnas slalom          | 47,45   | 3     | 56,15   | 16    | 1:43,60 | 7      |
| Matts Olsson            | Herrarnas storslalom      | 1:23,01 | 18    | 1:24,05 | 10    | 2:47,06 | 14     |
| Matts Olsson            | Herrarnas super-G         | i.u.    | i.u.  | i.u.    | i.u.  |         |        |
| Sara Hector             | Damernas störtlopp        | i.u.    | i.u.  | i.u.    | i.u.  | 1.44,23 | 25     |
| Sara Hector             | Damernas super-G          | i.u.    | i.u.  | i.u.    | i.u.  | 1.28,71 | 21     |
| Sara Hector             | Damernas superkombination | 1.46,54 | 26    | 51,31   | 5     | 2.37,85 | 13     |

### Curling
| Damlag - Maria Prytz - Christina Bertrup - Maria Wennerström - Margaretha Sigfridsson (skip) - Agnes Knochenhauer | Herrlag - Niklas Edin (skip) - Sebastian Kraupp - Fredrik Lindberg - Viktor Kjäll - Oskar Eriksson |

| Idrottare       | Gren              | Gruppspel | Gruppspel | Gruppspel | Semifinal              | Bronsmatch   | Final          | Slutpl. |
| Idrottare       | Gren              | V         | F         | Pl.       | Semifinal              | Bronsmatch   | Final          | Slutpl. |
| --------------- | ----------------- | --------- | --------- | --------- | ---------------------- | ------------ | -------------- | ------- |
| Lag Sigfridsson | Damernas curling  | 7         | 2         | 2:a       | 7−5 mot Schweiz        | −            | 3−6 mot Kanada | 2       |
| Lag Edin        | Herrarnas curling | 8         | 1         | 1:a       | 5−6 mot Storbritannien | 6−4 mot Kina | −              | 3       |

### Freestyle
| Puckelpist - Ludvig Fjällström - Per Spett | Skicross - Sandra Näslund - Viktor Öhling Norberg - John Eklund - Mikael Forslund - Anna Holmlund | Slopestyle - Oscar Wester - Jesper Tjäder - Henrik Harlaut - Emma Dahlström |

### Hastighetsåkning på skridskor
- David Andersson

### Ishockey
| v • r   | Sveriges damtrupp i ishockey vid olympiska vinterspelen 2014 | Sveriges damtrupp i ishockey vid olympiska vinterspelen 2014 | Sveriges damtrupp i ishockey vid olympiska vinterspelen 2014 | Sveriges damtrupp i ishockey vid olympiska vinterspelen 2014 | Sveriges damtrupp i ishockey vid olympiska vinterspelen 2014 | Sveriges damtrupp i ishockey vid olympiska vinterspelen 2014 |
| Nr      | Pos.                                                         | Namn                                                         | Födelsedatum (ålder)                                         | Längd                                                        | Vikt                                                         | Lag säsongen 2013–14                                         |
| 1       | MV                                                           | Sara Grahn                                                   | 25 september 1988 (25 år)                                    | 170 cm                                                       | 69 kg                                                        | Brynäs IF (RIKS)                                             |
| 3       | B                                                            | Sofia Engström                                               | 3 juli 1988 (25 år)                                          | 163 cm                                                       | 63 kg                                                        | Leksands IF (RIKS)                                           |
| 4       | F                                                            | Jenni Asserholt – C                                          | 8 april 1988 (25 år)                                         | 172 cm                                                       | 71 kg                                                        | Linköpings HC (RIKS)                                         |
| 6       | B                                                            | Lina Bäcklin                                                 | 3 oktober 1994 (19 år)                                       | 169 cm                                                       | 67 kg                                                        | Brynäs IF (RIKS)                                             |
| 7       | B                                                            | Johanna Olofsson                                             | 13 juli 1991 (22 år)                                         | 169 cm                                                       | 66 kg                                                        | Modo Hockey (RIKS)                                           |
| 9       | B                                                            | Josefine Holmgren                                            | 11 april 1993 (20 år)                                        | 175 cm                                                       | 72 kg                                                        | Brynäs IF (RIKS)                                             |
| 10      | B                                                            | Emilia Andersson                                             | 31 augusti 1988 (25 år)                                      | 163 cm                                                       | 63 kg                                                        | Linköpings HC (RIKS)                                         |
| 11      | F                                                            | Cecilia Östberg                                              | 15 januari 1991 (23 år)                                      | 166 cm                                                       | 67 kg                                                        | Leksands IF (RIKS)                                           |
| 13      | F                                                            | Lina Wester                                                  | 7 november 1992 (21 år)                                      | 170 cm                                                       | 65 kg                                                        | Leksands IF (RIKS)                                           |
| 16      | F                                                            | Pernilla Winberg                                             | 24 februari 1989 (24 år)                                     | 165 cm                                                       | 63 kg                                                        | Munksund-Skuthamns SK (RIKS)                                 |
| 17      | B                                                            | Linnéa Bäckman                                               | 18 april 1991 (22 år)                                        | 167 cm                                                       | 66 kg                                                        | AIK IF (RIKS)                                                |
| 18      | F                                                            | Anna Borgqvist                                               | 11 juni 1992 (21 år)                                         | 163 cm                                                       | 63 kg                                                        | Brynäs IF (RIKS)                                             |
| 19      | F                                                            | Maria Lindh                                                  | 29 september 1993 (20 år)                                    | 176 cm                                                       | 63 kg                                                        | Modo Hockey (RIKS)                                           |
| 20      | F                                                            | Fanny Rask                                                   | 21 maj 1991 (22 år)                                          | 168 cm                                                       | 64 kg                                                        | AIK IF (RIKS)                                                |
| 21      | F                                                            | Erica Udén Johansson                                         | 20 juli 1989 (24 år)                                         | 171 cm                                                       | 72 kg                                                        | IF Sundsvall Hockey (RIKS)                                   |
| 22      | B                                                            | Emma Eliasson                                                | 12 juni 1989 (24 år)                                         | 167 cm                                                       | 68 kg                                                        | Munksund-Skuthamns SK (RIKS)                                 |
| 24      | F                                                            | Erika Grahm                                                  | 26 januari 1991 (23 år)                                      | 174 cm                                                       | 70 kg                                                        | Modo Hockey (RIKS)                                           |
| 27      | F                                                            | Emma Nordin                                                  | 22 mars 1991 (22 år)                                         | 168 cm                                                       | 70 kg                                                        | Modo Hockey (RIKS)                                           |
| 28      | F                                                            | Michelle Löwenhielm                                          | 22 mars 1995 (18 år)                                         | 172 cm                                                       | 67 kg                                                        | AIK IF (RIKS)                                                |
| 30      | MV                                                           | Kim Martin                                                   | 28 februari 1986 (27 år)                                     | 166 cm                                                       | 68 kg                                                        | Linköpings HC (RIKS)                                         |
| 35      | MV                                                           | Valentina Wallner                                            | 30 mars 1990 (23 år)                                         | 170 cm                                                       | 65 kg                                                        | Modo Hockey (RIKS)                                           |
| Tränare | Tränare                                                      | Niclas Högberg                                               | Niclas Högberg                                               | Niclas Högberg                                               | Niclas Högberg                                               | Niclas Högberg                                               |

| v • r   | Sveriges herrtrupp i ishockey vid olympiska vinterspelen 2014 | Sveriges herrtrupp i ishockey vid olympiska vinterspelen 2014 | Sveriges herrtrupp i ishockey vid olympiska vinterspelen 2014 | Sveriges herrtrupp i ishockey vid olympiska vinterspelen 2014 | Sveriges herrtrupp i ishockey vid olympiska vinterspelen 2014 | Sveriges herrtrupp i ishockey vid olympiska vinterspelen 2014 |
| Nr      | Pos.                                                          | Namn                                                          | Födelsedatum (ålder)                                          | Längd                                                         | Vikt                                                          | Lag säsongen 2013–14                                          |
| 1       | MV                                                            | Jhonas Enroth                                                 | 25 juni 1988 (25 år)                                          | 180 cm                                                        | 75 kg                                                         | Buffalo Sabres (NHL)                                          |
| 3       | B                                                             | Oliver Ekman-Larsson                                          | 17 juli 1991 (22 år)                                          | 188 cm                                                        | 86 kg                                                         | Phoenix Coyotes (NHL)                                         |
| 4       | B                                                             | Niklas Hjalmarsson                                            | 6 juni 1987 (26 år)                                           | 191 cm                                                        | 94 kg                                                         | Chicago Blackhawks (NHL)                                      |
| 7       | B                                                             | Henrik Tallinder                                              | 10 januari 1979 (35 år)                                       | 193 cm                                                        | 98 kg                                                         | Buffalo Sabres (NHL)                                          |
| 11      | F                                                             | Daniel Alfredsson – A                                         | 11 december 1972 (41 år)                                      | 182 cm                                                        | 92 kg                                                         | Detroit Red Wings (NHL)                                       |
| 14      | F                                                             | Patrik Berglund                                               | 2 juni 1988 (25 år)                                           | 192 cm                                                        | 99 kg                                                         | St. Louis Blues (NHL)                                         |
| 16      | F                                                             | Marcus Krüger                                                 | 27 maj 1990 (23 år)                                           | 182 cm                                                        | 82 kg                                                         | Chicago Blackhawks (NHL)                                      |
| 18      | F                                                             | Jakob Silfverberg                                             | 13 oktober 1990 (23 år)                                       | 186 cm                                                        | 91 kg                                                         | Anaheim Ducks (NHL)                                           |
| 19      | F                                                             | Nicklas Bäckström                                             | 23 november 1987 (26 år)                                      | 185 cm                                                        | 95 kg                                                         | Washington Capitals (NHL)                                     |
| 20      | F                                                             | Alexander Steen                                               | 1 mars 1984 (29 år)                                           | 182 cm                                                        | 95 kg                                                         | St. Louis Blues (NHL)                                         |
| 21      | F                                                             | Loui Eriksson                                                 | 17 juli 1985 (28 år)                                          | 188 cm                                                        | 89 kg                                                         | Boston Bruins (NHL)                                           |
| 22      | F                                                             | Daniel Sedin                                                  | 26 september 1980 (33 år)                                     | 185 cm                                                        | 85 kg                                                         | Vancouver Canucks (NHL)                                       |
| 23      | B                                                             | Alexander Edler                                               | 21 april 1986 (27 år)                                         | 191 cm                                                        | 98 kg                                                         | Vancouver Canucks (NHL)                                       |
| 27      | B                                                             | Johnny Oduya                                                  | 1 oktober 1981 (32 år)                                        | 183 cm                                                        | 86 kg                                                         | Chicago Blackhawks (NHL)                                      |
| 30      | MV                                                            | Henrik Lundqvist                                              | 2 mars 1982 (31 år)                                           | 185 cm                                                        | 87 kg                                                         | New York Rangers (NHL)                                        |
| 40      | F                                                             | Henrik Zetterberg                                             | 9 oktober 1980 (33 år)                                        | 183 cm                                                        | 86 kg                                                         | Detroit Red Wings (NHL)                                       |
| 41      | F                                                             | Gustav Nyquist                                                | 1 september 1989 (24 år)                                      | 180 cm                                                        | 89 kg                                                         | Detroit Red Wings (NHL)                                       |
| 42      | F                                                             | Jimmie Ericsson                                               | 22 februari 1980 (33 år)                                      | 187 cm                                                        | 84 kg                                                         | Skellefteå AIK (SHL)                                          |
| 50      | MV                                                            | Jonas Gustavsson                                              | 24 oktober 1984 (29 år)                                       | 191 cm                                                        | 87 kg                                                         | Detroit Red Wings (NHL)                                       |
| 52      | B                                                             | Jonathan Ericsson                                             | 2 mars 1984 (29 år)                                           | 195 cm                                                        | 102 kg                                                        | Detroit Red Wings (NHL)                                       |
| 55      | B                                                             | Niklas Kronwall – C                                           | 12 januari 1981 (33 år)                                       | 183 cm                                                        | 87 kg                                                         | Detroit Red Wings (NHL)                                       |
| 62      | F                                                             | Carl Hagelin                                                  | 23 augusti 1988 (25 år)                                       | 182 cm                                                        | 85 kg                                                         | New York Rangers (NHL)                                        |
| 65      | B                                                             | Erik Karlsson                                                 | 31 maj 1990 (23 år)                                           | 181 cm                                                        | 79 kg                                                         | Ottawa Senators (NHL)                                         |
| 90      | F                                                             | Marcus Johansson                                              | 6 oktober 1990 (23 år)                                        | 183 cm                                                        | 93 kg                                                         | Washington Capitals (NHL)                                     |
| 92      | F                                                             | Gabriel Landeskog – A                                         | 23 november 1992 (21 år)                                      | 185 cm                                                        | 99 kg                                                         | Colorado Avalanche (NHL)                                      |
| Tränare | Tränare                                                       | Pär Mårts                                                     | Pär Mårts                                                     | Pär Mårts                                                     | Pär Mårts                                                     | Pär Mårts                                                     |

| Lag       | Gren               | Gruppspel | Gruppspel | Gruppspel | Gruppspel | Gruppspel | Gruppspel | Gruppspel | Gruppspel | Gruppspel | Kval till kvartsfinal | Kvartsfinal  | Semifinal    | Bronsmatch   | Final        | Slutpl. |
| Lag       | Gren               | V         | ÖV        | ÖF        | F         | GM        | IM        | MSK       | Poäng     | Pl.       | Kval till kvartsfinal | Kvartsfinal  | Semifinal    | Bronsmatch   | Final        | Slutpl. |
| --------- | ------------------ | --------- | --------- | --------- | --------- | --------- | --------- | --------- | --------- | --------- | --------------------- | ------------ | ------------ | ------------ | ------------ | ------- |
| Herrlaget | Herrarnas ishockey | 3         | 0         | 0         | 0         | 10        | 5         | +5        | 9         | 1         | i.u.                  | 5–0 · vs SLO | 2–1 · vs FIN | i.u.         | 0-3 · vs CAN | 2       |
| Damlaget  | Damernas ishockey  | 2         | 0         | 0         | 1         | 6         | 3         | +3        | 6         | 2         | i.u.                  | 4–2 · vs FIN | 1–6 · vs USA | 3-4 · vs SUI | i.u.         | 4       |

### Konståkning
| Idrottare          | Gren                   | KP    | KP    | FP     | FP    | Totalt | Totalt |
| Idrottare          | Gren                   | Poäng | Rank. | Poäng  | Rank. | Poäng  | Rank.  |
| ------------------ | ---------------------- | ----- | ----- | ------ | ----- | ------ | ------ |
| Alexander Majorov  | Herrarnas singelåkning | 83,81 | 10    | 141,05 | 15    | 224,86 | 14     |
| Viktoria Helgesson | Damernas singelåkning  |       |       |        |       |        |        |

### Längdskidåkning
Distans
Herrar
| Idrottare                                                  | Gren                | Klassisk stil | Klassisk stil | Fri stil | Fri stil | Slutpl.   | Slutpl. | Slutpl. |
| Idrottare                                                  | Gren                | Tid           | Rank.         | Tid      | Rank.    | Tid       | Diff.   | Rank.   |
| ---------------------------------------------------------- | ------------------- | ------------- | ------------- | -------- | -------- | --------- | ------- | ------- |
| Marcus Hellner                                             | Herrarnas 15 km     | i.u.          | i.u.          | i.u.     | i.u.     | 39:46,9   | +1:17,2 | 10      |
| Marcus Hellner                                             | Herrarnas skiathlon | 36:03,1       | =9            | 31:41,4  | 3        | 1:08:15,8 | +0,4    | 2       |
| Lars Nelson                                                | Herrarnas 15 km     | i.u.          | i.u.          | i.u.     | i.u.     | 40:08,8   | +1:39,1 | 15      |
| Lars Nelson                                                | Herrarnas skiathlon | 36:00,2       | 3             | 32:06,3  | 10       | 1:08:37,7 | +22,3   | 10      |
| Johan Olsson                                               | Herrarnas 15 km     | i.u.          | i.u.          | i.u.     | i.u.     | 38:58,2   | +28,5   | 2       |
| Daniel Richardsson                                         | Herrarnas 15 km     | i.u.          | i.u.          | i.u.     | i.u.     | 39:08,5   | +38,8   | 3       |
| Daniel Richardsson                                         | Herrarnas skiathlon | 35:59,5       | 2             | 32:02,6  | 9        | 1:08:31,7 | +16,3   | 7       |
| Anders Södergren                                           | Herrarnas skiathlon | 36:05,4       | 14            | 32:09,6  | 13       | 1:08:46,9 | +31,5   | 14      |
| Lars Nelson Daniel Richardsson Johan Olsson Marcus Hellner | Herrarnas stafett   | i.u.          | i.u.          | i.u.     | i.u.     | 1:28:42,0 | ±0      | 1       |

Damer
| Idrottare                                               | Gren               | Klassisk stil | Klassisk stil | Fri stil | Fri stil | Slutpl. | Slutpl. | Slutpl. |
| Idrottare                                               | Gren               | Tid           | Rank.         | Tid      | Rank.    | Tid     | Diff.   | Rank.   |
| ------------------------------------------------------- | ------------------ | ------------- | ------------- | -------- | -------- | ------- | ------- | ------- |
| Anna Haag                                               | Damernas 10 km     | i.u.          | i.u.          | i.u.     | i.u.     | 30:04,5 | +1:46,7 | 20      |
| Britta Johansson Norgren                                | Damernas skiathlon | 19:59,3       | 24            | 21:17,2  | 48       | 41:5,0  | +3:17,4 | 39      |
| Charlotte Kalla                                         | Damernas 10 km     | i.u.          | i.u.          | i.u.     | i.u.     | 28:36,2 | +18,4   | 2       |
| Charlotte Kalla                                         | Damernas skiathlon | 19:11,6       | 3             | 18:50,3  | 2        | 38:35,4 | +1,8    | 2       |
| Sara Lindborg                                           | Damernas 10 km     | i.u.          | i.u.          | i.u.     | i.u.     | 29:56,2 | +1:38,4 | 16      |
| Sara Lindborg                                           | Damernas skiathlon | 19:56,1       | 21            | 20:01,6  | 19       | 40:32,4 | +1:58,8 | 20      |
| Emma Wikén                                              | Damernas 10 km     | i.u.          | i.u.          | i.u.     | i.u.     | 29:38,9 | +1:21,1 | 12      |
| Emma Wikén                                              | Damernas skiathlon | 19:48,5       | 14            | 19:44,9  | 13       | 40:07,2 | +1:33,6 | 9       |
| Ida Ingemarsdotter Emma Wikén Anna Haag Charlotte Kalla | Damernas stafett   | i.u.          | i.u.          | i.u.     | i.u.     | 53.02,7 | ±0      | 1       |

Sprint
Herrar
| Idrottare                     | Gren                    | Kvalomgång | Kvalomgång | Kvartsfinal | Kvartsfinal | Semifinal      | Semifinal      | Final          | Final          |
| Idrottare                     | Gren                    | Tid        | Rank.      | Tid         | Rank.       | Tid            | Rank.          | Tid            | Rank.          |
| ----------------------------- | ----------------------- | ---------- | ---------- | ----------- | ----------- | -------------- | -------------- | -------------- | -------------- |
| Calle Halfvarsson             | Herrarnas sprint        | 3:33,11    | 10 Q       | 3:39,13     | 4           | Gick ej vidare | Gick ej vidare | Gick ej vidare | Gick ej vidare |
| Marcus Hellner                | Herrarnas sprint        | 3:35,38    | 15 Q       | 3:33,62     | 3 LL        | 3:36,98        | 4 LL           | 5:24,31        | 6              |
| Emil Jönsson                  | Herrarnas sprint        | 3:30,77    | 5 Q        | 3:33,20     | 1 Q         | 3:37,43        | 2 Q            | 3:58,13        | 3              |
| Teodor Peterson               | Herrarnas sprint        | 3:31,43    | 6 Q        | 3:33,34     | 2 Q         | 3:36,48        | 2 Q            | 3:39,61        | 2              |
| Emil Jönsson Teodor Petersson | Herrarnas sprintstafett | i.u.       | i.u.       | i.u.        | i.u.        |                |                |                | 3              |

Damer
| Idrottare                        | Gren                   | Kvalomgång | Kvalomgång | Kvartsfinal    | Kvartsfinal    | Semifinal      | Semifinal      | Final          | Final          |
| Idrottare                        | Gren                   | Tid        | Rank.      | Tid            | Rank.          | Tid            | Rank.          | Tid            | Rank.          |
| -------------------------------- | ---------------------- | ---------- | ---------- | -------------- | -------------- | -------------- | -------------- | -------------- | -------------- |
| Hanna Erikson                    | Damernas sprint        | 2:48,83    | 52         | Gick ej vidare | Gick ej vidare | Gick ej vidare | Gick ej vidare | Gick ej vidare | Gick ej vidare |
| Ida Ingemarsdotter               | Damernas sprint        | 2:34,16    | 5 Q        | 2:36,64        | 2 Q            | 2:36,05        | 3 LL           | 2:42,04        | 5              |
| Britta Johansson Norgren         | Damernas sprint        | 2:35,98    | 15 Q       | 2:37,86        | 3              | Gick ej vidare | Gick ej vidare | Gick ej vidare | Gick ej vidare |
| Stina Nilsson                    | Damernas sprint        | 2:35,37    | 10 Q       | 2:34,01        | 2 Q            | 2:36,42        | 5              | Gick ej vidare | Gick ej vidare |
| Ida Ingemarsdotter Stina Nilsson | Damernas sprintstafett | i.u.       | i.u.       | i.u.           | i.u.           |                |                |                | 3              |

### Skidskytte
- Tobias Arwidson
- Christofer Eriksson
- Fredrik Lindström
- Carl Johan Bergman
- Björn Ferry

### Snowboard
QF = Kvalificerad för final
QS = Kvalificerad för semifinal
U = Utslagen
| Idrottare       | Gren                 | Kvalomgång | Semifinal | Final | Plac. |
| --------------- | -------------------- | ---------- | --------- | ----- | ----- |
| Niklas Mattsson | Herrarnas slopestyle | 82,75 QS   | 44,75 U   | i.u.  | 23    |
| Sven Thorgren   | Herrarnas slopestyle | 94,25 QF   | i.u.      | 87,50 | 4     |

## Dopning
- Nicklas Bäckström Pseudoefedrin[3] (Zyrtec-D)